# Folgueiras (Navia de Suarna)
Folgueiras (llamada oficialmente Santa Eufemia de Folgueiras) es una parroquia y una aldea española del municipio de Navia de Suarna, en la provincia de Lugo, Galicia.

## Organización territorial
La parroquia está formada por cuatro entidades de población:

### Entidades de población
Entidades de población que forman parte de la parroquia:
- Folgueiras
- Silvouta
- Villaverde (Vilaverde)

### Despoblado
Despoblado que forma parte de la parroquia:
- Río

## Demografía

### Parroquia
| Gráfica de evolución demográfica de Folgueiras (parroquia) entre 2000 y 2020 |
|                                                                              |
| Datos según el nomenclátor publicado por el INE.                             |

### Aldea
| Gráfica de evolución demográfica de Folgueiras (aldea) entre 2000 y 2020 |
|                                                                          |
| Datos según el nomenclátor publicado por el INE.                         |